# Vicenç Carbó i Oliveras
Vicenç Carbó i Oliveras (Olot, ? - Lleida, 1919) fou un periodista català.
Era fill de Joan Carbó i Bonavia i d'Antonia Oliveras i Saderra. El seu pare era director del periòdic catòlic d'Olot El Deber i l'any 1911 havia estat nomenat cap local del Requetè.
Com el seu pare, Vicenç Carbó va militar en el carlisme des de jove. Va estudiar Dret a la Universitat de Barcelona i durant la seva etapa d'estudiant formà part de la redacció d'El Correo Catalán, organitzant a més campanyes de la Joventut Tradicionalista de Barcelona, del Comitè de Propaganda i de l'obra cultural de l'Agrupació Escolar Tradicionalista. Va destacar com a orador en nombrosos aplecs carlins, com ara el de Montalegre.
Acabats els seus estudis, es traslladà a Lleida, on l'any 1909 va començar a dirigir El Correo de Lérida com a portaveu de la Comunió Tradicionalista a la provincia, però aquest diari va ser desautoritzat pels dirigents provincials del partit i va interrompre la seva publicació a finals de 1910. L'any 1913 tornà a dirigir el diari El Correo Leridano, que fou novament renomenat El Correo de Lérida a finals del mateix any. De tendència catalanista, Carbó també va formar part de la primera Redacció del setmanari jaumí La Trinchera (1912-1917).
Desautoritzat una altra vegada El Correo de Lérida per l'organització oficial del partit jaumí, al novembre de 1917 Carbó va participar en el Congrés de Joves tradicionalistes catalans al Círcol Tradicionalista de Barcelona amb Francesc Aizcorbe, Joan Baptista Roca, Àngel Marquès, Pere Roma, Bernardí Ramonell i Josep Brú. Aquest congrés, organitzat amb el propòsit de reorganitzar el tradicionalisme català i revisar-ne el seu programa, va ser criticat pels periòdics afectes a Mella com El Norte de Girona, el qual el va acusar de fer maneigs per a afavorir l'aliança amb la Lliga Regionalista i trencar la unitat del partit, un any abans que fossin els dirigents mellistes qui finalment se'n separessin.
Vicenç Carbó va ser un destacat teòric del tradicionalisme català i, segons Josep Brú, va morir quan tot just la seva figura començava a destacar-se més en el jaumisme.